# Abby Dahlkemper
Abigail Lynn Dahlkemper (* 13. Mai 1993 in Lancaster, Pennsylvania) ist eine US-amerikanische Fußballnationalspielerin, die in der Saison 2021 bei Houston Dash in der National Women’s Soccer League unter Vertrag stand. Mit der Frauen-Fußballnationalmannschaft der Vereinigten Staaten gewann sie 2019 den WM-Titel.

## Karriere

### Verein
Während ihres Studiums an der University of California, Los Angeles spielte Dahlkemper von 2011 bis 2014 für die dortige Universitätsmannschaft der UCLA Bruins und lief parallel dazu im Jahr 2013 bei der W-League-Franchise Pali Blues und im Folgejahr bei deren Nachfolger Los Angeles Blues auf. Beide Mannschaften konnten jeweils das Finalspiel der W-League für sich entscheiden. Anfang 2015 wurde Dahlkemper beim College-Draft der NWSL in der ersten Runde an Position drei von den Flash verpflichtet. Ihr Ligadebüt gab sie am 12. April 2015 gegen den Seattle Reign FC. In der Saison 2016 gewann Dahlkemper mit den Flash erstmals die Meisterschaft in der NWSL. Von Februar bis April 2021 bestritt sie acht Spiele für Manchester City in der FA Women’s Super League und vier Spiele in der UEFA Women’s Champions League 2020/21. Im August 2021 gab ManCity ihre Rückkehr in die USA bekannt.
Im August 2021 wechselte sie zu Houston Dash. Zur Saison 2022 wechselt sie zum neuen NWSL-Team San Diego Wave FC.

### Nationalmannschaft

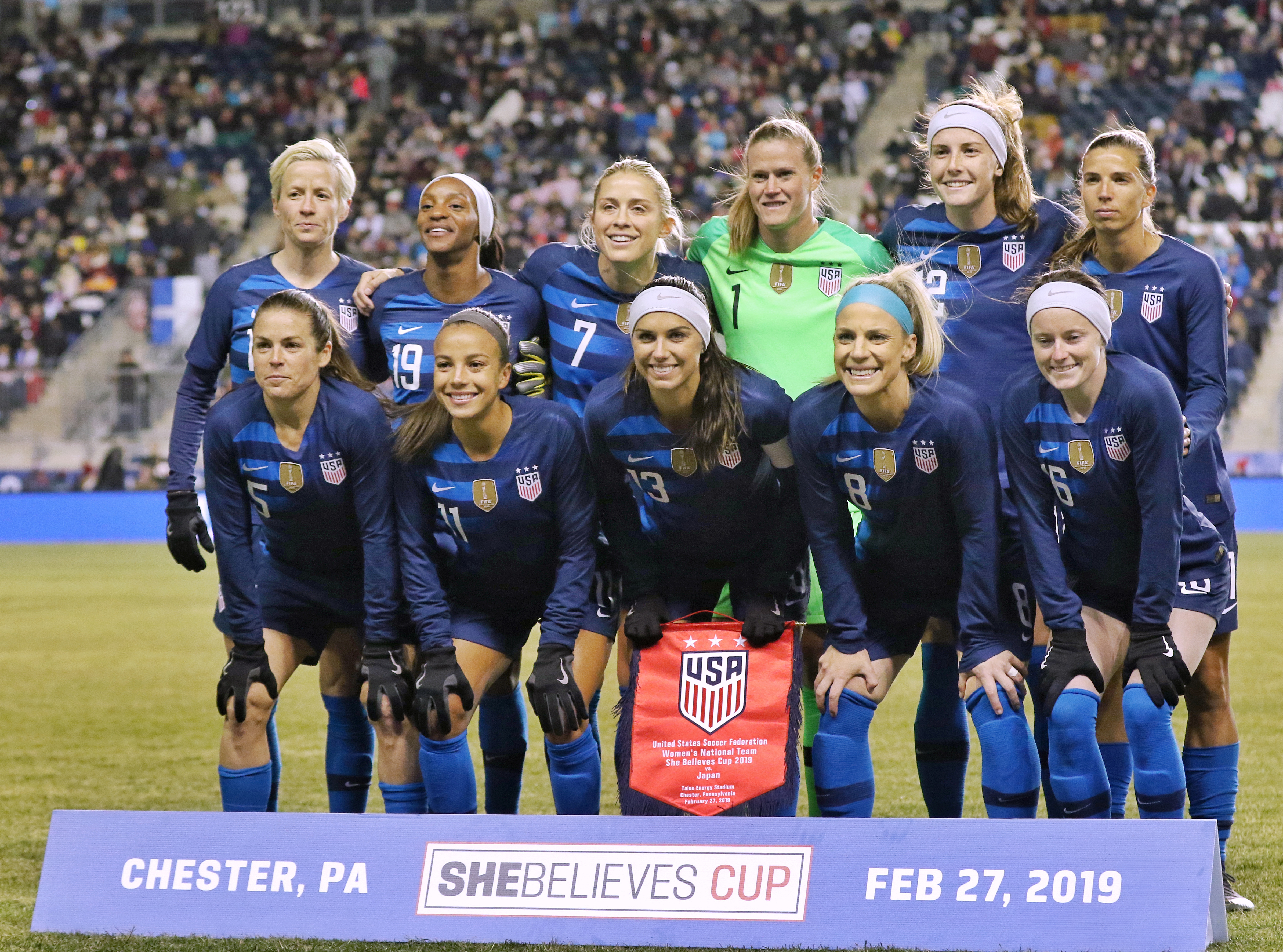
Dahlkemper (hinten, 3. von li., Nr. 7) mit der Nationalmannschaft vor dem Spiel gegen Japan am 27. Februar 2019

Dahlkemper kam 2014 und 2015 im Rahmen des Sechs-Nationen-Turniers in La Manga zu insgesamt fünf Einsätzen in der US-amerikanischen U-23-Nationalmannschaft. Im März 2016 war sie Teil der U-23-Nationalmannschaft beim jährlichen Istrien-Cup und absolvierte drei weitere Spiele. Am 19. Oktober 2016 debütierte Dahlkemper bei einem Freundschaftsspiel gegen die Schweiz in der A-Nationalmannschaft der Vereinigten Staaten. 2017 kam sie zu elf Einsätzen und 2018 in 17 von 20 Spielen zum Einsatz, so bei den gewonnenen SheBelieves Cup, Tournament of Nations und CONCACAF Women’s Gold Cup 2018, mit dem sich die USA für die WM 2019 qualifizierten. Am 1. Mai 2019 wurde sie für die WM 2019 nominiert. Bei der WM wurde sie als eine von vier Spielerinnen des Kaders in allen sieben Spielen eingesetzt. Dabei verpasste sie nur beim Gruppenspiel gegen Chile, bei dem die meisten Stammspielerinnen geschont wurden, die letzten acht Minuten, als eine weitere Ersatzspielerin für sie eingewechselt wurde.
Am 23. Juni 2021 wurde sie für die wegen der COVID-19-Pandemie um ein Jahr verschobenen Olympischen Spiele nominiert. Bei den Spielen stand sie im Auftaktspiel gegen Schweden, das mit 0:3 verloren wurde 90 Minuten auf dem Platz. Auch beim anschließenden 6:1-Sieg gegen Neuseeland konnte sie ihren Stammplatz noch halten, musste dann aber gegen Australien im dritten Gruppenspiel pausieren. Im Viertelfinale, das gegen Europameister Niederlande im Elfmeterschießen gewonnen wurde, wirkte sie wieder mit, wurde in den folgenden Spielen dann aber nicht mehr eingesetzt.

## Erfolge
- 2013: Gewinn der W-League-Meisterschaft (Pali Blues)
- 2014: Gewinn der W-League-Meisterschaft (Los Angeles Blues)
- 2016: Gewinn der NWSL-Meisterschaft (Western New York Flash)
- 2018: Gewinn des SheBelieves Cup
- 2018: Sieg beim Tournament of Nations
- 2018: Sieg beim CONCACAF Women’s Gold Cup
- 2018: Gewinn der NWSL-Meisterschaft (North Carolina Courage)
- 2020: Gewinn des SheBelieves Cup
- 2019: Gewinn der NWSL-Meisterschaft (North Carolina Courage)
- 2019: Gewinn der Fußball-Weltmeisterschaft der Frauen 2019
- 2021: Gewinn des SheBelieves Cup
- 2021: Gewinn der Bronzemedaille bei den Olympischen Spielen 2020

## Sonstiges
Dahlkemper war 2017 bis 2019 mit dem deutschen Baseballspieler Max Kepler liiert.